# Улан-Удэнский район
Ула́н-Удэ́нский райо́н (бур. Улаан Yдын аймаг) — административно-территориальная единица в составе Бурятской АССР РСФСР, существовавшая в 1963—1985 годах. Центром района был город Улан-Удэ (в состав района не входил).
Улан-Удэнский аймак образован 1 февраля 1963 года из территории Тарбагатайского и части Селенгинского аймаков.
2 апреля 1963 года из состава Заиграевского района выделены Дабатуйский и Курбинский сельсоветы и переданы в состав Улан-Удэнского аймака.
12 декабря 1964 года в состав района включён населённый пункт Заречный.
3 декабря 1965 года Дабатуйский и Курбинский сельсоветы переданы из Улан-Удэнского аймака обратно в Заиграевский район.
22 марта 1968 года посёлки Сокол и Солдатский из Улан-Удэнского аймака переданы в Улан-Удэнский горсовет.
5 октября 1971 года посёлок Забайкальский передан из административного подчинения Октябрьского района города Улан-Удэ в Улан-Удэнский аймак.
28 декабря 1972 года Нижнеубукунский сельсовет из Улан-Удэнского аймака передан в Селенгинский аймак.
В октябре 1977 года Улан-Удэнский аймак Бурятской АССР переименован в Улан-Удэнский район.
9 ноября 1983 года населённый пункт Заречный отнесён к категории рабочих посёлков и передан из Улан-Удэнского района в Улан-Удэнский горсовет.
По состоянию на 1 января 1984 года район делился на рабочий посёлок Иволгинск и 13 сельсоветов: Барыкинский, Большекуналейский, Гильбиринский, Гурульбинский (центр — н. п. Степной), Десятниковский, Жиримский (центр — с. Верхний Жирим), Забайкальский, Заводской (центр — п. Николаевский), Куйтунский, Нижнежиримский, Оронгойский, Саянтуйский (центр — с. Нижний Саянтуй), Сотниковский, Тарбагатайский.
17 апреля 1985 года Улан-Удэнский аймак упразднён путём разделения на Иволгинский и Тарбагатайский районы.